# 能見台
能見台（のうけんだい）は、神奈川県横浜市金沢区の町名。
横浜市南部の京急本線能見台駅と金沢文庫駅の間の内陸側に位置し、広大なベッドタウンとなっているほか一部は緑地として保全されている。地名は、開発地内に保存されている能見堂（横浜市地域史跡登録地）に由来する。本項では、隣接する能見台森（のうけんだいもり）についてもあわせて述べる。
住居表示は能見台と能見台森は未実施区域である。

## 地理

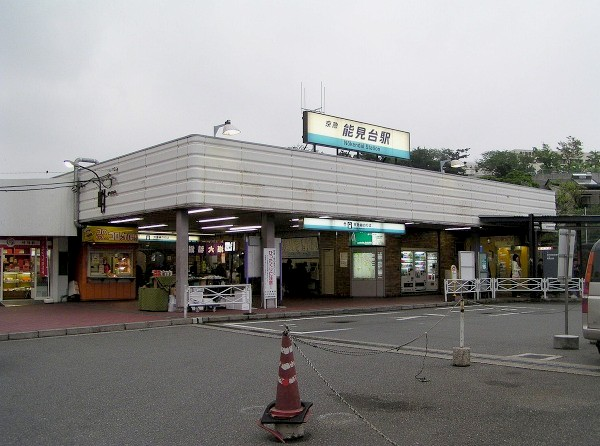
能見台駅

### 能見台
京急本線西側の住宅街で、一丁目〜三丁目と四丁目・五丁目の間を東西に、堀割構造の横浜横須賀道路金沢支線が通る。能見台六丁目は能見台森を挟んで飛地となっている。

### 能見台森
旧金沢道に沿った緑地として保全され、金沢文庫駅より円海山方面に至るハイキングコースとなっている。居住人口はゼロである。

### 面積
面積は以下の通りである。
| 丁目・町丁   | 面積（km²） |
| ------------ | ----------- |
| 能見台一丁目 | 0.236       |
| 能見台二丁目 | 0.152       |
| 能見台三丁目 | 0.299       |
| 能見台四丁目 | 0.162       |
| 能見台五丁目 | 0.308       |
| 能見台六丁目 | 0.299       |
| 計           | 1.456       |
|              |             |
| 能見台森     | 0.237       |

### 地価
住宅地の地価は、2025年（令和7年）1月1日の公示地価によれば、能見台二丁目17番9の地点で16万1000円/m²、能見台三丁目30番4の地点で20万9000円/m²、能見台五丁目25番6の地点で19万7000円/m²となっている。

## 歴史
東海道程ヶ谷宿から鎌倉へ至る金沢道がこの地を通る。仁和年間に画家の巨勢金岡がこの地を訪れた際に、松の根元から写生をしようとすると、あまりに見事な景色と潮の干満による変化にのけ反ったことから「のっけ堂」と呼ばれ、思わず筆を投げ捨てたことから「筆捨て松」と呼ばれるようになった言い伝えが残る。それから70年余りの後、藤原道長が設けた草庵が能見堂となる。寛文年間には、久世広之が増上寺からこの地へ地蔵院を移し、これを擲筆山地蔵院と称した。元禄時代には心越禅師が、ここからの風景が瀟湘八景に似ているとして武州能見堂八景の詩を詠み、これが金沢八景の由来となった。明治時代には久良岐郡日下村および六浦荘村に属していたが、横浜市に編入して釜利谷町、上中里町、氷取沢町の一部となった。1970年代からは計画人口18,500人の大規模開発が行われ、1981年には能見台一丁目が新設された。

### 沿革
- 1981年（昭和56年）5月1日 - 町界町名地番整理事業に伴い、釜利谷町、富岡町、磯子区上中里町、氷取沢町の各一部から、能見台一丁目を新設する[13]。
- 1982年（昭和57年）12月1日 - 町界町名地番整理事業に伴い、片吹、釜利谷町、富岡町、堀口の各一部から、能見台二丁目、能見台三丁目を新設する[14]。
- 1985年（昭和60年）5月1日 - 町界町名地番整理事業に伴い、片吹、釜利谷町の各一部から、能見台四丁目〜六丁目と能見台森を新設する[15]。
- 1992年（平成4年）10月19日 - 住居表示（金沢区釜利谷・大川第一次地区）[16]の実施に伴い、能見台六丁目の一部を釜利谷東四丁目へ編入する[17]。

### 町名の変遷
| 実施後       | 実施年月日                | 実施前（各町名ともその一部）                       |
| ------------ | ------------------------- | -------------------------------------------------- |
| 能見台一丁目 | 1981年（昭和56年）5月1日  | 釜利谷町、富岡町、磯子区上中里町、氷取沢町の各一部 |
| 能見台二丁目 | 1982年（昭和57年）12月1日 | 釜利谷町の一部                                     |
| 能見台三丁目 | 1982年（昭和57年）12月1日 | 片吹、釜利谷町、富岡町、堀口の各一部               |
| 能見台四丁目 | 1985年（昭和60年）5月1日  | 片吹、釜利谷町の各一部                             |
| 能見台五丁目 | 1985年（昭和60年）5月1日  | 片吹、谷津町の各一部                               |
| 能見台六丁目 | 1985年（昭和60年）5月1日  | 釜利谷町の一部                                     |
| 能見台森     | 1985年（昭和60年）5月1日  | 片吹、釜利谷町、谷津町の各一部                     |

## 世帯数と人口
2025年（令和7年）6月30日現在（横浜市発表）の世帯数と人口は以下の通りである。なお、能見台森の人口は0人であるため、詳細は省略とする。
| 丁目         | 世帯数    | 人口     |
| ------------ | --------- | -------- |
| 能見台一丁目 | 521世帯   | 1,078人  |
| 能見台二丁目 | 426世帯   | 992人    |
| 能見台三丁目 | 1,254世帯 | 2,739人  |
| 能見台四丁目 | 1,615世帯 | 4,064人  |
| 能見台五丁目 | 806世帯   | 2,042人  |
| 能見台六丁目 | 636世帯   | 1,496人  |
| 計           | 5,258世帯 | 12,411人 |

### 人口の変遷
国勢調査による人口の推移。
| 年                 | 人口   |
| ------------------ | ------ |
| 1995年（平成7年）  | 7,713  |
| 2000年（平成12年） | 10,058 |
| 2005年（平成17年） | 12,020 |
| 2010年（平成22年） | 13,419 |
| 2015年（平成27年） | 13,304 |
| 2020年（令和2年）  | 12,809 |

### 世帯数の変遷
国勢調査による世帯数の推移。
| 年                 | 世帯数 |
| ------------------ | ------ |
| 1995年（平成7年）  | 2,326  |
| 2000年（平成12年） | 3,111  |
| 2005年（平成17年） | 3,972  |
| 2010年（平成22年） | 4,666  |
| 2015年（平成27年） | 4,780  |
| 2020年（令和2年）  | 4,909  |

## 学区
市立小・中学校に通う場合、学区は以下の通りとなる（2024年11月時点）。
| 丁目         | 番地 | 小学校                 | 中学校             |
| ------------ | ---- | ---------------------- | ------------------ |
| 能見台一丁目 | 全域 | 横浜市立西富岡小学校   | 横浜市立富岡中学校 |
| 能見台二丁目 | 全域 | 横浜市立西富岡小学校   | 横浜市立富岡中学校 |
| 能見台三丁目 | 全域 | 横浜市立能見台小学校   | 横浜市立富岡中学校 |
| 能見台四丁目 | 全域 | 横浜市立能見台南小学校 | 横浜市立富岡中学校 |
| 能見台五丁目 | 全域 | 横浜市立能見台南小学校 | 横浜市立富岡中学校 |
| 能見台六丁目 | 全域 | 横浜市立能見台南小学校 | 横浜市立金沢中学校 |
| 能見台森     | 全域 | 横浜市立能見台南小学校 | 横浜市立富岡中学校 |

## 事業所
2021年（令和3年）現在の経済センサス調査による事業所数と従業員数は以下の通りである。
| 丁目         | 事業所数  | 従業員数 |
| ------------ | --------- | -------- |
| 能見台一丁目 | 16事業所  | 75人     |
| 能見台二丁目 | 14事業所  | 185人    |
| 能見台三丁目 | 45事業所  | 354人    |
| 能見台四丁目 | 14事業所  | 98人     |
| 能見台五丁目 | 23事業所  | 112人    |
| 能見台六丁目 | 14事業所  | 177人    |
| 計           | 126事業所 | 1,001人  |

### 事業者数の変遷
経済センサスによる事業所数の推移。
| 年                 | 事業者数 |
| ------------------ | -------- |
| 2016年（平成28年） | 88       |
| 2021年（令和3年）  | 126      |

### 従業員数の変遷
経済センサスによる従業員数の推移。
| 年                 | 従業員数 |
| ------------------ | -------- |
| 2016年（平成28年） | 806      |
| 2021年（令和3年）  | 1,001    |

## 交通
京急本線能見台駅および金沢文庫駅が最寄りとなり、両駅より住宅地を結ぶ京浜急行バスも運行されている。能見台駅は1944年に谷津坂駅として開業したが、1982年に現駅名に改称している。能見台東には横浜横須賀道路堀口能見台ICがあり、釜利谷JCT経由で狩場・横須賀方面との行き来に利用できる。

## 施設

### 能見台
- 横浜市立能見台南小学校
- 横浜市立能見台小学校
- 京急ショッピングプラザ能見台
- イトーヨーカドー能見台店

### 能見台森
- 能見堂緑地

## その他

### 日本郵便
- 集配担当する郵便局と郵便番号は以下の通りである[27]。

| 町丁     | 郵便番号 | 郵便局         |
| -------- | -------- | -------------- |
| 能見台   | 236-0057 | 横浜金沢郵便局 |
| 能見台森 | 236-0056 | 横浜金沢郵便局 |

### 警察
町内の警察の管轄区域は以下の通りである。
| 丁目         | 番・番地等 | 警察署     | 交番・駐在所 |
| ------------ | ---------- | ---------- | ------------ |
| 能見台一丁目 | 全域       | 金沢警察署 | 能見台交番   |
| 能見台二丁目 | 全域       | 金沢警察署 | 能見台交番   |
| 能見台三丁目 | 全域       | 金沢警察署 | 能見台交番   |
| 能見台四丁目 | 全域       | 金沢警察署 | 能見台交番   |
| 能見台五丁目 | 全域       | 金沢警察署 | 能見台交番   |
| 能見台六丁目 | 全域       | 金沢警察署 | 能見台交番   |
| 能見台森     | 全域       | 金沢警察署 | 能見台交番   |